# Bruno Pulga
Bruno Pulga (Bologna, 14 luglio 1922 – Bologna, 24 gennaio 1993) è stato un pittore italiano.

## Biografia
Bolognese, si è diplomato presso il liceo artistico della sua città natale; ha completato gli studi negli anni 1943-1949 nelle facoltà di architettura di Venezia prima e di Firenze poi. Tornato a Bologna ha frequentato l'Accademia come allievo di Giorgio Morandi e di Virgilio Guidi. Nel frattempo ha compiuto (nel 1950) il primo viaggio a Parigi, città in cui è poi ritornato diverse volte nella sua vita.
La prima mostra collettiva risale al 1954 quando Pulga espone presso la galleria La Bussola di Torino. L'anno successivo tiene la prima personale a Bologna ed inizia la collaborazione con la Galleria Il Milione di Milano. Nel 1955 e nel 1960 vince un premio acquisto alla terza e all'ottava edizione del Premio Spoleto. Seguono poi i viaggi a Londra, Berlino e Parigi, città quelst'ultima in cui Pulga risiede nel 1961 ed espone regolarmente.
Fu molto legato ai pittori Music, Gischia, Hartung, Pignon, Anna-Eva Bergman, Ida Barbarigo, con i quali espose nel 1962 a Cortina d'Ampezzo, e nel 1964 in Germania (presso i Musei di Wolfsburg e Norimberga).
Nel 1963 riceve un premio alla Biennale dell'incisione di Venezia.
Ritornato in Italia nel 1965 sono da ricordare le sue personali a Milano, Bergamo, Torino e Venezia. Di nuovo a Parigi per esporre nelle gallerie più importanti quali la Galerie Facchetti, il Salon de May, la Galerie Martin Malburet, la Galerie Ariel. Nel 1978 è alla Biennale di Venezia, nel 1986 di nuovo (dopo quella del 1965) alla XI Quadriennale di Roma.
Muore nel 1993.

## Opere
L'Appennino e il suo paesaggio dominano, fin dal 1955, la pittura di Pulga.
Una drammatica scena a cui gli accadde di assistere, un bambino morto in una sala operatoria dopo una trapanazione cranica, lo spinse a produrre, a partire dal 1956, una lunga serie di Teste (Têtes).
A partire dagli anni settanta la pittura di Pulga abbandona ogni dimensione allusiva alla figura e si sviluppa in una tessitura nervosa e tagliente su vasti campi di colore; la sua pittura è chiamata "Ultimo Naturalismo", il cui caposcuola è Francesco Arcangeli.

## Elenco (parziale) di esposizioni
- Circolo di cultura, Bologna, 1955.
- Klihmn gallery, Munich, 1958.
- Galleria Il Milione , Milano, 1958.
- Galleria Il Milione , Milano, 1959.
- Galleria Il Milione , Milano, 1963.
- Galleria Traghetto , Venezia, 1964.
- Galerie Facchetti, Parigi, 1965.
- Galerie Martin Malburet, Parigi, 1968.
- Galleria Lorenzelli, Bergamo, 1969.
- Fondazione Querini Stampalia, Venezia, 1975.
- Galleria Rotelli, Finale Ligure, 1975.
- Galleria Due Torri, Bologna, 1978.
- Bayerische Staatsgemäldesammlungen, Monaco, 1982.